# Brother, Sister
Brother, Sister (с англ. — «Брат, сестра») — третий студийный альбом американской инди-рок группы mewithoutYou, выпущенный 26 сентября 2006 года на лейбле Tooth & Nail Records. В записи альбома приняли участие такие известные музыканты, как Джереми Иник (вокалист и гитарист американской эмо-рок группы Sunny Day Real Estate) и арфист Тимбр (Anathallo, The Psalters). С 9 августа 2007 года Burnt Toast Vinyl приняли предварительные заказы специально для винили-формата версии альбома. Альбом отличается обилием символизма, большая часть которого относится к животным; по крайней мере в одной песне можно найти один такой символизм.
Brother, Sister достиг 116 позиции в американском чарте Billboard 200 14 октября 2006 года.
Автор обложки российский художник-иллюстратор Василий Кафанов. Обложка называется «Песнь солнца» (англ. Canticle of the Sun).

## Список композиций
Слова и музыка всех песен — mewithoutYou.
| №   | Название                                              | Длительность |
| --- | ----------------------------------------------------- | ------------ |
| 1.  | «Messes of Men»                                       | 3:52         |
| 2.  | «The Dryness and the Rain» (совместно с Джереми Иник) | 2:57         |
| 3.  | «Wolf Am I! (and Shadow)»                             | 2:36         |
| 4.  | «Yellow Spider»                                       | 1:10         |
| 5.  | «A Glass Can Only Spill What It Contains»             | 3:45         |
| 6.  | «Nice and Blue (Pt. Two)»                             | 3:43         |
| 7.  | «The Sun and the Moon»                                | 5:15         |
| 8.  | «Orange Spider»                                       | 1:10         |
| 9.  | «C-Minor»                                             | 3:21         |
| 10. | «In a Market Dimly Lit»                               | 4:27         |
| 11. | «O, Porcupine» (совместно с Джереми Иник)             | 4:31         |
| 12. | «Brownish Spider» (совместно с Тимбром)               | 1:19         |
| 13. | «In a Sweater Poorly Knit» (совместно с Тимбром)      | 5:26         |

## Участники записи
mewithoutYou
- Аарон Вайс — вокал
- Майкл Вайс — бэк-вокал, гитара
- Кристофер Кляйнберг — бэк-вокал, гитара
- Грег Еханиан — бэк-вокал, бас-гитара
- Рики Мацотта — барабаны, перкуссия

Приглашённые музыканты
- Джош Бендер — бэк-вокал
- Эндрю Дост — флюгельгорн
- Джереми Иник — вокал
- Орландо Гринхилл — контрабас
- Тимбр — арфа
- Брет Валлин — тромбон
- Чик Вулвертон — мелодика

Технический персонал
- Брэд Вуд — продюсер, звукорежиссёр, микширование, мелодика
- Майкл Альквист — секвенсор «Spider Song»
- Крис Крисман — фотограф
- Чад Джонсон — A&R
- Эмили Лейзар — мастеринг
- Джейсон Пауэрс — арт-директор, дизайнер, иллюстратор